# David Hemery
David Hemery (* 18. Juli 1944 in Cirencester, Gloucestershire) ist ein ehemaliger britischer Leichtathlet. Er wurde 1968 Olympiasieger im 400-Meter-Hürdenlauf.
Der Vater von David Hemery siedelte aus beruflichen Gründen bereits in dessen Kindheit in die USA über. Hier ging er zu Schule und studierte in Boston. Er ging dennoch für Großbritannien als 400-Meter-Hürdenläufer an den Start und gewann 1968 bei den Olympischen Spielen in Mexiko-Stadt in der damaligen Weltrekordzeit von 48,1 s die Goldmedaille. Sein Olympiasieg machte ihn 1968 zu Großbritanniens Sportler des Jahres. 
Er startete außerdem noch im 110-Meter-Hürdenlauf, was in der Weltspitze äußerst selten war. Sein größter Erfolg auf dieser Strecke war die Silbermedaille bei den Europameisterschaften 1969.
Bei den Olympischen Spielen 1972 in München errang Hemery über 400 Meter Hürden die Bronzemedaille hinter John Akii-Bua aus Uganda und Ralph Mann aus den USA. Eine Silbermedaille gewann er mit der britischen 4-mal-400-Meter-Staffel.
Nach Beendigung seiner aktiven Laufbahn wurde Hemery Leichtathletiktrainer in den USA. 1998 wurde er zum Präsidenten des britischen Leichtathletikverbandes gewählt. Darüber hinaus ist er Athletenbotschafter der Entwicklungshilfeorganisation Right to Play.